# Leobaldo Pereira
Leobaldo O. Pereira Pulido (* 31. Juli 1972 in Martí) ist ein ehemaliger kubanischer Kanute.

## Erfolge
Leobaldo Pereira nahm an den Olympischen Spielen im Jahr 2000 in Sydney teil, bei denen er im Zweier-Canadier mit Ibrahim Rojas in zwei Rennen startete und in beiden das Finale erreichte. Auf der 500-Meter-Strecke qualifizierten sie sich in den Vorläufen direkt für den Endlauf, den sie auf dem neunten und damit letzten Platz beendeten. Über 1000 Meter belegten sie im Vorlauf ebenso den zweiten Platz, wie auch im Finale. In 3:38,753 Minuten erreichten sie 1,4 Sekunden hinter den Rumänen Florin Popescu und Mitică Pricop, aber 2,4 Sekunden vor den drittplatzierten Deutschen Stefan Uteß und Lars Kober die Ziellinie.
Direkt vor den Spielen gewann Pereira mit Ibrahim Rojas bei den Weltmeisterschaften 1999 in Mailand im Zweier-Canadier die Silbermedaille über 500 Meter. Bei den Weltmeisterschaften 2001 in Posen wurden er und Rojas Weltmeister über 500 Meter und schlossen die Konkurrenzen über 200 Meter und über 1000 Meter jeweils auf dem dritten Platz ab. Weitere Medaillengewinne gelangen ihm und Rojas bei den Panamerikanischen Spielen 1999 in Winnipeg, als sie im Zweier-Canadier auf der 500-Meter- und der 1000-Meter-Strecke jeweils die Goldmedaille gewannen.